# Falcimala ochrealis
Falcimala ochrealis là một loài bướm đêm trong họ Noctuidae.